# Fridrich z Westphalenu
Fridrich hrabě z Westphalenu též Fridrich Westphalen z Fürstenbergu (německy Friedrich Graf von Westphalen, * 23. července 1940, Ústí nad Labem) je česko-německý šlechtic z rodu Westphalenů z Fürstenbergu, právní vědec a právník.

## Život
Fridrich z Westphalenu se narodil v Ústí nad Labem, dětství však strávil v Paderbornu v zázemí velké rodiny šlechtického hraběcího rodu Westphalenů. V roce 1960 složil maturitu na jezuitské školé v Bürenu a následně vystudoval práva v Münsteru, Heidelbergu, Bonnu a Washingtonu. Dále studoval politologii a navštěvoval přednášky z historie a filozofie. V roce 1968 získal doktorát na univerzitě v Kolíně nad Rýnem.
Již jako student pracoval jako zaměstnanec v Rheinischer Merkur a později v zahraničním oddělení deníku. V roce 1969 se stal generálním právníkem v průmyslovém podniku. V roce 1973 se usadil jako advokát v Kolíně nad Rýnem. Zpočátku pracoval pro advokátní kancelář Graf von Westphalen, která působí po celém Německu, od níž se později (2010), z důvodu rozdílných strategických a manažerských názorů odštěpila advokátní kancelář Friedrich Graf von Westphalen & Partner, s kancelářemi v Kolíně nad Rýnem a Freiburgu.
Postupně se vypracoval na průkopníka v oblasti exportního financování, odpovědnosti za výrobek, práva všeobecných obchodních podmínek a leasingového práva.  Od roku 1998 vyučoval na univerzitě v Bielefeldu.
V roce 2004 se stal čestným profesorem na univerzitě v Bielefeldu. 
Von Westphalen je zakládajícím členem European Law Institute, neziskové organizace věnující se právnímu výzkumu a zlepšování evropského práva s cílem konstruktivně podporovat evropskou integraci v oblasti evropského práva. Je jedním ze zastánců Listiny základních digitálních práv Evropské unie, která byla zveřejněna na konci listopadu 2016.